# ASSY
ASSY（アッシー）とは、パーツ単体ではなく複数が組み合わされた構成部品（ユニット）を指す言葉。
「assembly（アッセンブリー）」の略語であり、ASSYの読み方は前述のアッシー以外に、アッセン、アッセンブリーなど、多岐に渡る。「FRU (Field-Replaceable Unit)」と呼ばれる場合もある。

## 解説
自動車、パソコンなど工業製品の多くは、細かいパーツの集合体で成り立っている。このような製品を分解する過程において、パーツ一つ一つまで分解する前にユニット（構成）の状態にまで分解する事ができる。この1つのユニットをASSYと言う。製品を修理する時には、ASSYで交換する例が多い。
上記のような製品でASSY交換をする理由としては、効率性や確実性、品質などの確保がある。また、修復用パーツにはASSY状態で販売されているものもあり、ASSYでしか交換できない場合もある（逆に、部品の絶版等でASSYが入手できない場合であればパーツを解体移植することがある。ニコイチ、部品取り、共食い整備も参照）。特に、事故で内燃機関に損傷を受けた自動車や鉄道車両、航空機、船舶などは、シリンダーブロックなどの歪みによる焼きつきや、僅かな隙間からの燃料やエンジンオイルの漏出による火災の恐れもあるため、ASSY交換以外での修理には大きなリスクが伴う。
メーカーによってASSY単位の呼び方は様々である。「○○ASSY」「○○ユニット」「○○器」「○○部」など多岐にわたる。
部品1つ1つの集合体であるため、金額は割高になるが、補修部品の管理上、その種類を低減する事ができる。
クローラークレーンや重ダンプトラックなどの大型建設機械を輸送する際は、出発前にASSY単位までの分解を行った上で複数台のトレーラートラックに積載し、目的地への到着後に改めて組み立てが行われる。

## ASSY交換の例

### 自動車
- エンジン
- ラジエーター
- エアークリーナ・サブASSY
- ウインドウレギュレーター
- トランスミッション（ケースごと）
- ディファレンシャルギア（ケースごと）
- バンパー
- 灯具（前照灯、尾灯など）
- クリーンエアフィルタ・サブASSY
- ドアロックアクチュエーター

### 鉄道車両
- 主電動機
- エンジン（内燃機関車と気動車）
- 主幹制御器
- 主制御器
  - VVVFインバータ装置（ケースごと）
- 補助電源装置（電動発電機、ディーゼル発電セット、静止形インバータ）
- 変速機（機械式・液体式の内燃機関車と気動車）
- パンタグラフ
- 車体新造 （京急1500形、E233系など）
- 台車
- 連結器
- 行先表示器

### パソコン
- CPUの冷却装置
- マザーボード
- 主記憶装置（メインメモリモジュールなど）
- 拡張カード
- 補助記憶装置（HDD、光ディスクドライブなど）
- 電源装置
- PCケース冷却装置
- 入出力装置
- 液晶パネル